# Испанско-французская выставка (1908)

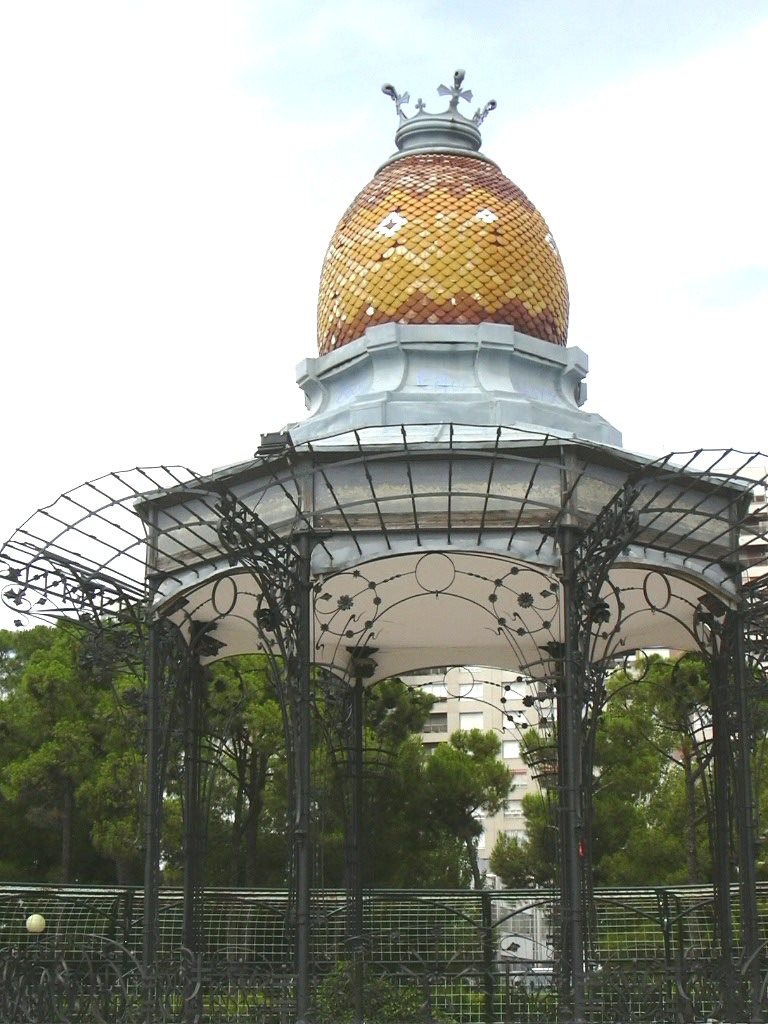
Эстрада для оркестра созданная для выставки Жозе Мануэлем Мартинесом де Убаго

Испано-французская выставка — выставка, прошедшая в Сарагосе с мая по декабрь 1908 года в ознаменование столетней годовщины первой осады города.
В 1902 году город Сарагоса решил отпраздновать первую столетнюю годовщину осады и сделать празднование регулярным событием. Был сформирован Мемориальный комитет осады (исп. Junta Conmemorativa de los Sitios). Была запланирована промышленная выставка, но её масштабы были неясны из-за отсутствия финансирования.
В 1906 году национальное правительство приняло решение выделить для финансирования выставки 2,5 миллиона песет, после чего был создан исполнительный комитет во главе с местным предпринимателем Базилио Параисо. Параисо организовал празднование столетнего юбилея и выставку, назначив ответственным за планирование Риккардо Магдалену. Выставка рассматривалась как современное событие, призванное продемонстрировать культурную и экономическую жизнеспособность города и Арагона, и в то же время послужить укреплению испанских связей с  французскими соседями и исцелить раны, вызванные событиями Наполеоновских войн предшествующего века.
Не всё было сделано в полном соответствии со вкусом Параисо. Консервативные элементы, такие как Флоренсио Жардьель, председатель организационного комитета празднования, также имели право голоса при организации и проведении мероприятий. След Жардьеля заметен в оформлении Морского павильона и в результатах Национального педагогического конгресса Сарагосы.

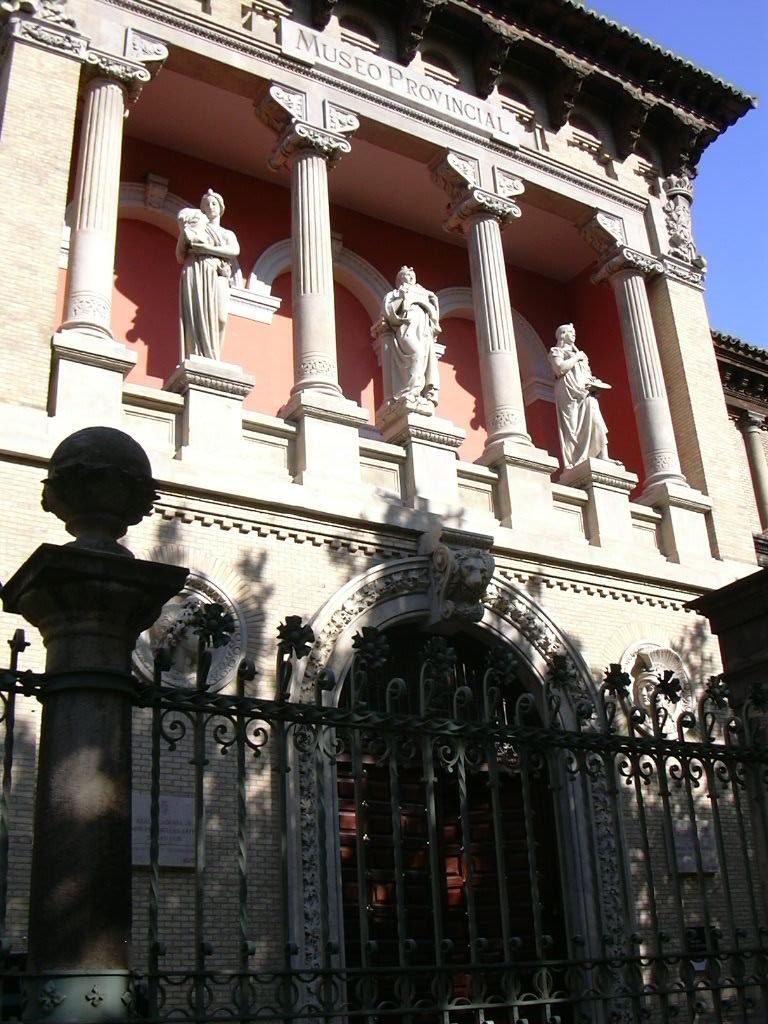
Фасад Музея Сарагосы

На территории выставки были так называемые сады Санта-Энграсия (Huerta de Santa Engracia), окружающие нынешнюю площадь Де-лос-Ситиос (la Plaza de los Sitios).
Самые важные здания спроектировал Риккардо Магдалена, в том числе современный Музей Сарагосы, огромный дворец в стиле Неоренессанса, вдохновленный арагонскими дворцами XVI века, и Гран-казино, модернистское здание, просуществовавшее до 1930 года. Более молодые архитекторы отвечали за другие здания. Феликс Наварро отвечал за Школу  искусств и ремесел (Escuela de Artes y Oficios), которая всё ещё стоит на площади Де-лос-Ситиос. В центре площади был возведён памятник осадам (Monumento a los Sitios) в стиле модерн, созданный каталонским скульптором Августином Керолем (сохранился до наших дней). Для работы над проектами Рикардо Магдалены и других архитекторов было нанято 36 500 рабочих. 
Большинство зданий были модернистскими и временными, построенными из недорогих материалов, таких как древесина, гипс и саман, и были снесены после завершения выставки. Среди разрушенных были театр, входные ворота, павильон еды, павильон Марианы и центральный (или французский) павильон в стиле неорококо, который взволновал посетителей разделом, посвященным французской автомобильной промышленности.

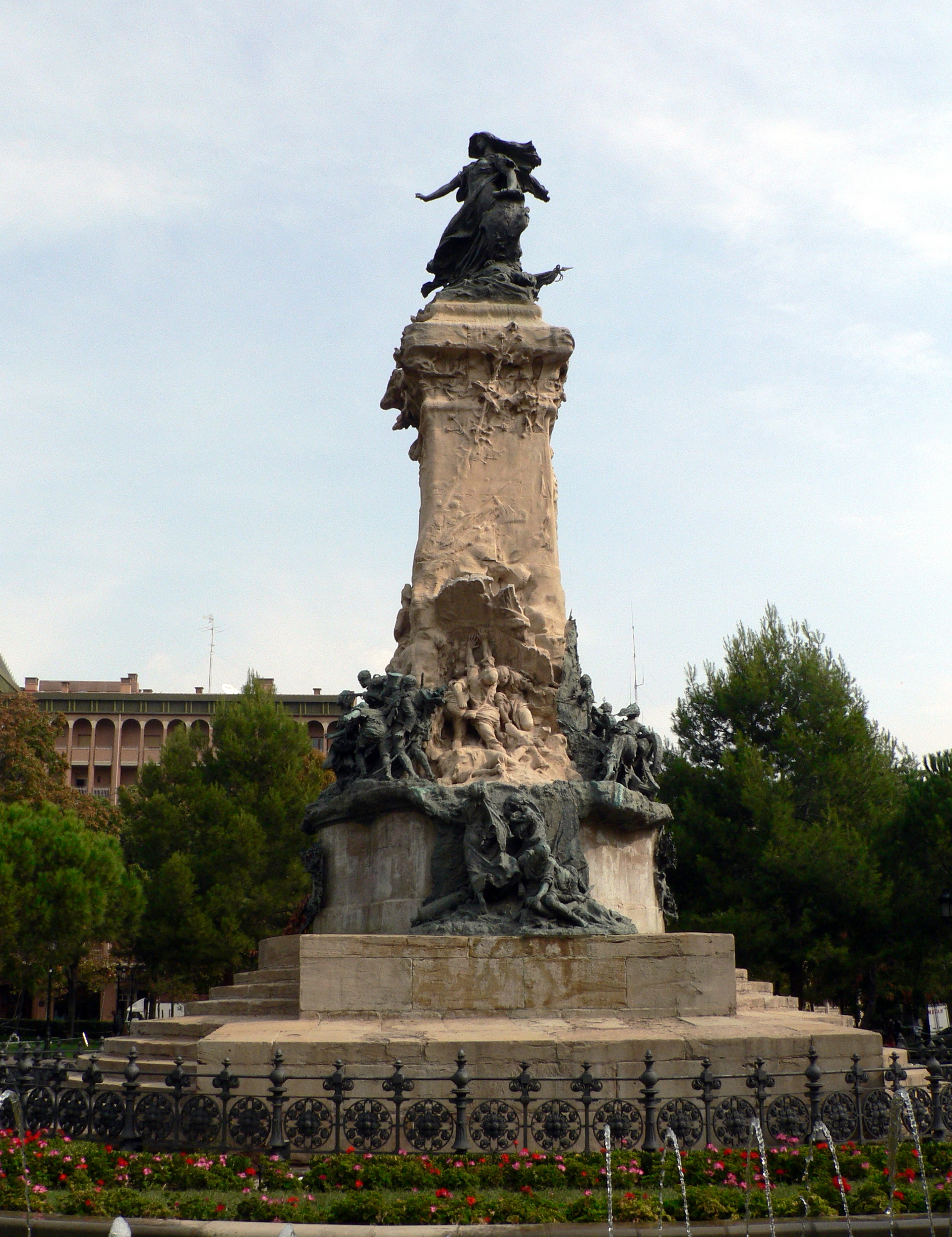
Памятник осадам Сарагосы в стиле модерн

В выставке участвовали более 5000 экспонентов, наиболее посещаемыми из которых были занимавшиеся сельским хозяйством, продовольствием, машиностроительной промышленностью и промышленными изделиями. Кроме того, можно было увидеть экспонаты, связанные с ремеслами, санитарией, химическими и фармацевтическими продуктами. Среди экспонентов были как государственные учреждения, такие как французское правительство и Министерство развития Испании, так и частные предприятия, такие как Альтос Хорнос де Визкайя,у которого был собственный павильон. Каталония также имела значительное представительство (что привело к небольшому инциденту во время тоста региональному архитектору Жозепу Пуч-и-Кадафалку, который не понравился некоторым консервативным Сарагонцам).

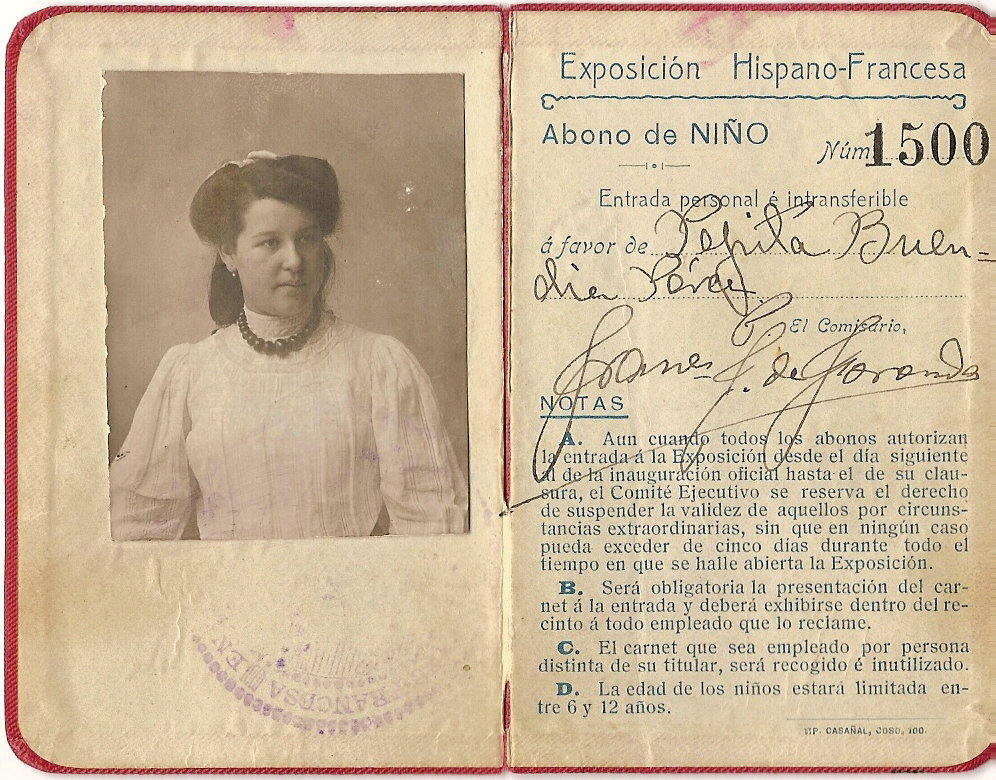
Билет на выставку

Выставка совпала с несколькими другими конгрессами, в которые вошли представители науки, национального сельского хозяйства, Торгово-промышленной палаты, Экспорт, Экономического и туристического обществ. Кроме того, была проведена большая художественная выставка современного искусства, а также выставки «ретроспективного искусства».
Из-за общественного успеха (более полумиллиона посетителей) мероприятие было продлено на два месяца. Среди знаменитых посетителей был король Альфонсо XIII, который несколько раз побывал на выставке.
В Сарагосе состоялась ещё одна выставка — ЭКСПО-2008, которая совпала с двухсотлетней годовщиной осады и столетием испано-французской выставки 1908 года.